# Stazione di Candelo
Stazione di Candelo vasútállomás Olaszországban, Candelo településen.

## Vasútvonalak
Az állomást az alábbi vasútvonalak érintik:
- Santhià-Biella-vasútvonal

## Kapcsolódó állomások
A vasútállomáshoz az alábbi állomások vannak a legközelebb:
- Stazione di Sandigliano
- Stazione di Biella San Paolo (1958–)
- Biella railway station (–1958)